# (35277) 1996 RV27
(35277) 1996 RV27 est un astéroïde troyen de Jupiter découvert en 1996.

## Description
(35277) 1996 RV27 a été découvert le 10 septembre 1996 à l'observatoire de La Silla, au Chili, par l'Uppsala-DLR Trojan Survey (UDTS).

### Caractéristiques orbitales
L'orbite de cet astéroïde est caractérisée par un demi-grand axe de 5,24 ua, un périhélie de 5,06 ua, une excentricité de 0,03 et une inclinaison de 20,02° par rapport à l'écliptique. Du fait de ces caractéristiques, à savoir un demi-grand axe compris entre 4,6 et 5,5 ua et un périhélie inférieur à 0,3 ua, il est classé, selon la JPL Small-Body Database, astéroïde troyen de Jupiter du camp troyen. Il est situé au point de Lagrange L4 du système Soleil-Jupiter.

### Caractéristiques physiques
(35277) 1996 RV27 a une magnitude absolue (H) de 11,9 et un albédo estimé à 0,069.